# ATP Finals 2019
El Nitto ATP Finals 2019, també anomenat Copa Masters masculina 2019, és l'esdeveniment que tanca la temporada 2019 de tennis en categoria masculina. La 50a edició en individual i la 44a en dobles es van celebrar sobre pista dura entre el 10 i el 17 de novembre de 2019 al The O2 arena de Londres, Regne Unit.
El tennista grec Stéfanos Tsitsipàs va guanyar el tercer títol de la temporada i el més important del seu palmarès. Va esdevenir el tennista més jove en guanyar aquest títol des de Lleyton Hewitt l'any 2001. La parella francesa formada per Pierre-Hugues Herbert i Nicolas Mahut van guanyar aquest títol per primera vegada i ho van aconseguir sense cedir cap set en tot el torneig.
Els tennistes Rafael Nadal i Novak Đoković lluitaven pel número 1 del rànquing individual, el serbi l'havia mantingut des de l'inici de la temporada fins una setmana abans de començar aquest torneig, però en no superar la fase de grups va perdre totes les opcions de recuperar-lo, i en manacorí fou proclamat número 1 de la temporada.

## Individual

### Classificació
| Núm.  | Tennista                      | Grand Slam | Grand Slam | Grand Slam | Grand Slam | Masters 1000 | Masters 1000 | Masters 1000 | Masters 1000 | Masters 1000 | Masters 1000 | Masters 1000 | Masters 1000 | Altres millors resultats | Altres millors resultats | Altres millors resultats | Altres millors resultats | Altres millors resultats | Altres millors resultats | Punts | Torn. |
| ----- | ----------------------------- | ---------- | ---------- | ---------- | ---------- | ------------ | ------------ | ------------ | ------------ | ------------ | ------------ | ------------ | ------------ | ------------------------ | ------------------------ | ------------------------ | ------------------------ | ------------------------ | ------------------------ | ----- | ----- |
| Núm.  | Tennista                      | AUS        | RG         | WIM        | USO        | INW          | MIA          | MAD          | ROM          | CAN          | CIN          | XAN          | PAR          | 1                        | 2                        | 3                        | 4                        | 5                        | 6                        | Punts | Torn. |
| 1     | Rafael Nadal 10/07/2019       | F 1200     | G 2000     | SF 720     | G 2000     | SF 360       | A 0          | SF 360       | G 1000       | G 1000       | A 0          | A 0          | SF 360       | SF 360                   | SF 180                   |                          |                          |                          |                          | 9.585 | 12    |
| 2     | Novak Đoković 15/07/2019      | G 2000     | SF 720     | G 2000     | R16 180    | R32 45       | R16 90       | G 1000       | F 600        | A 0          | SF 360       | QF 180       | G 1000       | G 500                    | QF 180                   |                          |                          |                          |                          | 8.945 | 14    |
| 3     | Roger Federer 27/08/2019      | R16 180    | SF 720     | F 1200     | QF 360     | F 600        | G 1000       | QF 180       | QF 180       | A 0          | R16 90       | QF 180       | A 0          | G 500                    | G 500                    | G 500                    |                          |                          |                          | 6.190 | 13    |
| 4     | Daniil Medvedev 03/09/2019    | R16 180    | R128 10    | R32 90     | F 1200     | R32 45       | R16 90       | R64 10       | R64 10       | F 600        | G 1000       | G 1000       | R32 10       | SF 360                   | F 300                    | F 300                    | G 250                    | G 250                    | SF 180                   | 5.705 | 22    |
| 5     | Dominic Thiem 05/10/2019      | R64 45     | F 1200     | R128 10    | R128 10    | G 1000       | R64 10       | SF 360       | R32 10       | QF 180       | A 0          | QF 180       | R16 90       | G 500                    | G 500                    | G 500                    | G 250                    |                          |                          | 5.025 | 20    |
| 6     | Stéfanos Tsitsipàs 11/10/2019 | SF 720     | R16 180    | R128 10    | R128 10    | R64 10       | R16 90       | F 600        | SF 360       | R32 10       | R32 10       | SF 360       | QF 180       | F 300                    | F 300                    | G 250                    | G 250                    | SF 180                   | SF 180                   | 4.000 | 26    |
| 7     | Alexander Zverev 30/10/2019   | R16 180    | QF 360     | R128 10    | R16 180    | R32 45       | R64 10       | QF 180       | R32 10       | QF 180       | R32 10       | F 600        | R16 90       | F 300                    | G 250                    | SF 180                   | SF 180                   |                          |                          | 2.945 | 23    |
| 8     | Matteo Berrettini 01/11/2019  | R128 10    | R64 45     | R16 180    | SF 720     | R128 10      | R128 10      | A 0          | R16 90       | A 0          | R64 10       | SF 360       | R32 10       | G 250                    | G 250                    | SF 180                   | SF 180                   | F 150                    | G 125                    | 2.670 | 24    |
| 9 S1  | Roberto Bautista Agut         | QF 360     | R32 90     | SF 720     | R128 10    | R64 10       | QF 180       | R64 10       | R32 45       | QF 180       | QF 180       | R16 90       | R32 10       | G 250                    |                          |                          |                          |                          |                          | 2.540 | 23    |
| 10 S2 | Gaël Monfils                  | R64 45     | R16 180    | R128 10    | QF 360     | QF 180       | A 0          | R16 90       | R64 10       | SF 360       | R64 10       | R32 45       | QF 180       | G 500                    | SF 180                   | SF 180                   |                          |                          |                          | 2.530 | 21    |

### Fase de grups

#### GrupAndre Agassi
| CS | Tennista           | R. Nadal            | D. Medvedev         | S. Tsitsipàs     | A. Zverev   | V − D | Sets  | Jocs    | Pos. |
| 1  | Rafael Nadal       |                     | 6−7(3), 6−3, 7−6(4) | 6−7(4), 6−4, 7−5 | 2−6, 4−6    | 2 − 1 | 4 − 4 | 44 − 44 | 3    |
| 4  | Daniil Medvedev    | 7−6(3), 3−6, 6−7(4) |                     | 6−7(5), 4−6      | 4−6, 6−7(4) | 0 − 3 | 1 − 6 | 36 − 45 | 4    |
| 6  | Stéfanos Tsitsipàs | 7−6(4), 4−6, 5−7    | 7−6(5), 6−4         |                  | 6−3, 6−2    | 2 − 1 | 5 − 2 | 41 − 34 | 1    |
| 7  | Alexander Zverev   | 6−2, 6−4            | 6−4, 7−6(4)         | 3−6, 2−6         |             | 2 − 1 | 4 − 2 | 30 − 28 | 2    |

#### GrupBjörn Borg
| CS | Tennista          | N. Đoković          | R. Federer  | D. Thiem            | M. Berrettini | V − D | Sets  | Jocs    | Pos. |
| 2  | Novak Đoković     |                     | 4−6, 3−6    | 7−6(5), 3−6, 6−7(5) | 6−2, 6−1      | 1 − 2 | 3 − 4 | 35 − 34 | 3    |
| 3  | Roger Federer     | 6−4, 6−3            |             | 5−7, 5−7            | 7−6(2), 6−3   | 2 − 1 | 4 − 2 | 35 − 30 | 2    |
| 5  | Dominic Thiem     | 6−7(5), 6−3, 7−6(5) | 7−5, 7−5    |                     | 6−7(3), 3−6   | 2 − 1 | 4 − 3 | 42 − 39 | 1    |
| 8  | Matteo Berrettini | 2−6, 1−6            | 6−7(2), 3−6 | 7−6(3), 6−3         |               | 1 − 2 | 2 − 4 | 25 − 34 | 4    |

### Fase final
|  | Semifinals | Semifinals         | Semifinals    | Semifinals | Semifinals |    |                    | Final | Final | Final | Final | Final |
|  |            |                    |               |            |            |    |                    |       |       |       |       |       |
|  | 6          | Stéfanos Tsitsipàs | 6             | 6          |            |    |                    |       |       |       |       |       |
|  | 3          | Roger Federer      | 3             | 4          |            |    |                    |       |       |       |       |       |
|  | 3          | Roger Federer      | 3             | 4          |            | 6  | Stéfanos Tsitsipàs | 6⁶    | 6     | 7     |       |       |
|  |            |                    |               |            |            | 6  | Stéfanos Tsitsipàs | 6⁶    | 6     | 7     |       |       |
|  |            | 5                  | Dominic Thiem | 7          | 2          | 64 |                    |       |       |       |       |       |
|  | 7          | 5                  | Dominic Thiem | 7          | 2          | 64 | Alexander Zverev   | 5     | 3     |       |       |       |
|  | 7          |                    |               |            |            |    | Alexander Zverev   | 5     | 3     |       |       |       |
|  | 5          | Dominic Thiem      | 7             | 6          |            |    |                    |       |       |       |       |       |

## Dobles

### Classificació
| Rq    | Equips                                         | Millors resultats | Millors resultats | Millors resultats | Millors resultats | Millors resultats | Millors resultats | Millors resultats | Millors resultats | Millors resultats | Millors resultats | Millors resultats | Millors resultats | Millors resultats | Millors resultats | Millors resultats | Millors resultats | Millors resultats | Millors resultats | Punts | Torn. |
| Rq    | Equips                                         | 1                 | 2                 | 3                 | 4                 | 5                 | 6                 | 7                 | 8                 | 9                 | 10                | 11                | 12                | 13                | 14                | 15                | 16                | 17                | 18                | Punts | Torn. |
| ----- | ---------------------------------------------- | ----------------- | ----------------- | ----------------- | ----------------- | ----------------- | ----------------- | ----------------- | ----------------- | ----------------- | ----------------- | ----------------- | ----------------- | ----------------- | ----------------- | ----------------- | ----------------- | ----------------- | ----------------- | ----- | ----- |
| 1     | Juan Sebastián Cabal Robert Farah 16/08/2019   | G 2000            | G 2000            | G 1000            | SF 720            | F 600             | G 500             | G 250             | QF 180            | QF 180            | SF 180            | F 150             |                   |                   |                   |                   |                   |                   |                   | 8.300 | 21    |
| 2     | Lukasz Kubot Marcelo Melo 11/10/2019           | F 600             | F 600             | QF 360            | SF 360            | SF 360            | F 300             | F 300             | F 300             | G 250             | R16 180           | R16 180           | QF 180            | QF 180            | QF 180            | SF 180            |                   |                   |                   | 4.645 | 21    |
| 3     | Kevin Krawietz Andreas Mies 26/10/2019         | G 2000            | SF 720            | SF 360            | G 250             | G 250             |                   |                   |                   |                   |                   |                   |                   |                   |                   |                   |                   |                   |                   | 3.985 | 21    |
| 4     | Rajeev Ram Joe Salisbury 26/10/2019            | G 500             | G 500             | QF 360            | SF 360            | F 300             | R16 180           | R16 180           | R16 180           | QF 180            | QF 180            | SF 180            | F 150             | F 150             |                   |                   |                   |                   |                   | 3.670 | 24    |
| 5     | Raven Klaasen Michael Venus 24/10/2019         | SF 720            | F 600             | G 500             | G 500             | QF 360            | QF 180            | QF 180            | QF 180            | F 150             |                   |                   |                   |                   |                   |                   |                   |                   |                   | 3.640 | 20    |
| 6     | Jean-Julien Rojer Horia Tecău 28/10/2019       | G 1000            | G 500             | QF 360            | QF 360            | F 300             | F 300             | QF 180            | SF 180            |                   |                   |                   |                   |                   |                   |                   |                   |                   |                   | 3.585 | 23    |
| –     | Bob Bryan Mike Bryan                           | G 1000            | QF 360            | G 250             | R16 180           | R16 180           | R16 180           | QF 180            | QF 180            | SF 180            | F 150             |                   |                   |                   |                   |                   |                   |                   |                   | 3.380 | 20    |
| 7     | Pierre-Hugues Herbert Nicolas Mahut 26/10/2019 | G 2000            | G 1000            | SF 180            |                   |                   |                   |                   |                   |                   |                   |                   |                   |                   |                   |                   |                   |                   |                   | 3.360 | 7     |
| 8     | Ivan Dodig Filip Polášek 31/10/2019            | G 1000            | SF 720            | G 500             | SF 360            | QF 180            | SF 180            | F 150             |                   |                   |                   |                   |                   |                   |                   |                   |                   |                   |                   | 3.225 | 11    |
| 9 S1  | Henri Kontinen John Peers                      | F 1200            | QF 360            | R16 180           | QF 180            | QF 180            | SF 180            |                   |                   |                   |                   |                   |                   |                   |                   |                   |                   |                   |                   | 3.000 | 19    |
| 10 S2 | Jérémy Chardy Fabrice Martin                   | F 1200            | G 250             | G 250             | R16 180           | QF 180            | QF 180            | QF 135            |                   |                   |                   |                   |                   |                   |                   |                   |                   |                   |                   | 2.600 | 14    |

### Fase de grups

#### GrupMax Mirnyi
| CS | Tennista                          | J.S. Cabal R. Farah | K. Krawietz A. Mies | J-J. Rojer H. Tecău | P-H. Herbert N. Mahut | V − D | Sets  | Jocs    | Pos. |
| 1  | Juan Sebastián Cabal Robert Farah |                     | 7−6(7), 6−2         | 2−6, 7−5, [8−10]    | 3−6, 5−7              | 1 − 2 | 3 − 4 | 30 − 33 | 2    |
| 3  | Kevin Krawietz Andreas Mies       | 6−7(7), 2−6         |                     | 7−6(3), 4−6, [10−6] | 5−7, 6−7(3)           | 1 − 2 | 2 − 5 | 31 − 39 | 4    |
| 6  | Jean-Julien Rojer Horia Tecău     | 6−2, 5−7, [10−8]    | 6−7(3), 6−4, [6−10] |                     | 3−6, 6−7(4)           | 1 − 2 | 3 − 5 | 33 − 34 | 3    |
| 7  | P-H. Herbert Nicolas Mahut        | 6−3, 7−5            | 7−5, 7−6(3)         | 6−3, 7−6(4)         |                       | 3 − 0 | 6 − 0 | 40 − 28 | 1    |

#### GrupJonas Björkman
| CS | Tennista                    | L. Kubot M. Melo    | R. Ram J. Salisbury | R. Klaasen M. Venus | I. Dodig F. Polášek | V − D | Sets  | Jocs    | Pos. |
| 2  | Lukasz Kubot Marcelo Melo   |                     | 6−7(5), 6−4, [10−7] | 3−6, 4−6            | 4−6, 6−4, [10−5]    | 2 − 1 | 4 − 4 | 31 − 33 | 2    |
| 4  | Rajeev Ram Joe Salisbury    | 7−6(5), 4−6, [7−10] |                     | 3−6, 4−6            | 3−6, 6−3, [10−6]    | 1 − 2 | 3 − 5 | 28 − 34 | 3    |
| 5  | Raven Klaasen Michael Venus | 6−3, 6−4            | 6−3, 6−4            |                     | 6−7(4), 4−6         | 2 − 1 | 4 − 2 | 34 − 27 | 1    |
| 8  | Ivan Dodig Filip Polášek    | 6−4, 4−6, [5−10]    | 6−3, 3−6, [6−10]    | 7−6(4), 6−4         |                     | 1 − 2 | 4 − 4 | 32 − 31 | 4    |

### Fase final
|  | Semifinals | Semifinals                          | Semifinals                  | Semifinals | Semifinals |                                   |                                     | Final | Final | Final | Final | Final |
|  |            |                                     |                             |            |            |                                   |                                     |       |       |       |       |       |
|  | 7          | Pierre-Hugues Herbert Nicolas Mahut | 6                           | 7          |            |                                   |                                     |       |       |       |       |       |
|  | 2          | Lukasz Kubot Marcelo Melo           | 3                           | 64         |            |                                   |                                     |       |       |       |       |       |
|  | 2          | Lukasz Kubot Marcelo Melo           | 3                           | 64         |            | 7                                 | Pierre-Hugues Herbert Nicolas Mahut | 6     | 6     |       |       |       |
|  |            |                                     |                             |            |            | 7                                 | Pierre-Hugues Herbert Nicolas Mahut | 6     | 6     |       |       |       |
|  |            | 5                                   | Raven Klaasen Michael Venus | 3          | 4          |                                   |                                     |       |       |       |       |       |
|  | 1          | 5                                   | Raven Klaasen Michael Venus | 3          | 4          | Juan Sebastián Cabal Robert Farah | 7                                   | 6¹⁰   | [6]   |       |       |       |
|  | 1          |                                     |                             |            |            | Juan Sebastián Cabal Robert Farah | 7                                   | 6¹⁰   | [6]   |       |       |       |
|  | 5          | Raven Klaasen Michael Venus         | 6⁵                          | 7          | [10]       |                                   |                                     |       |       |       |       |       |